# 对你的爱不能止于此 对你的情不愿梦一场／蔷薇色的人生
《对你的爱不能止于此 对你的情不愿梦一场／蔷薇色的人生》（日语：きみと恋のままで終われない いつも夢のままじゃいられない / 薔薇色の人生；前者的其他中文译名包括《对你的爱念不会止步于此 对你的情深不愿仅是南柯一梦》、《恋人以上 无法满足的梦》等）是日本歌手倉木麻衣的第42张单曲，2019年3月20日以双A面单曲的形式发行。两首歌曲均收录于2019年8月14日发行的仓木麻衣出道20周年纪念原创专辑《Let's GOAL! ～蔷薇色的人生～》。

## 概述
《对你的爱不能止于此 对你的情不愿梦一场》和《蔷薇色的人生》两首歌曲都是为动画片《名侦探柯南》2019年开年特别节目《红色的修学旅行》创作的，其中《蔷薇色的人生》为2019年1月5日播出的上集《鲜红篇》片尾曲以及1月12日播出的下集《恋红篇》片头曲，歌词中也融入了仓木麻衣此前为《名侦探柯南》演唱的多首歌曲的标题；以《名侦探柯南》主角工藤新一和毛利兰的恋爱为主题的《对你的爱不能止于此 对你的情不愿梦一场》则是整部特别篇的主题歌。仓木麻衣自己也在这部动画特别篇中客串登场，并为自己的角色配音。两首歌曲后来分别被用作《名侦探柯南》的第49首片头曲和第59首片尾曲。

## 收录歌曲

### 初回盘A、名侦探柯南盘

#### CD（初回盘A、名侦探柯南盘）
1. 对你的爱不能止于此 对你的情不愿梦一场
作詞：倉木麻衣 / 作曲、编曲：中村泰輔
2. 蔷薇色的人生
作詞：倉木麻衣 / 作曲、编曲：德永晓人
3. 对你的爱不能止于此 对你的情不愿梦一场 -Instrumental-
4. 蔷薇色的人生 -Instrumental-

#### DVD（初回盘A）
- 《对你的爱不能止于此 对你的情不愿梦一场》MV

#### DVD（名侦探柯南盘）
- 《名侦探柯南》特典映像

### 初回盘B

#### CD（初回盘B）
1. 蔷薇色的人生
2. 对你的爱不能止于此 对你的情不愿梦一场
3. 蔷薇色的人生 -Instrumental-
4. 对你的爱不能止于此 对你的情不愿梦一场 -Instrumental-

#### DVD（初回盘B）
- 《蔷薇色的人生》MV

### 通常盘

#### CD（通常盘）
1. 对你的爱不能止于此 对你的情不愿梦一场
2. 蔷薇色的人生
3. 对你的爱不能止于此 对你的情不愿梦一场 -Instrumental-
4. 蔷薇色的人生 -Instrumental-
5. 对你的爱不能止于此 对你的情不愿梦一场〜TinyVoice Remix〜

## 发行历史
| 地区 | 日期          | 格式                    | 厂牌           | 参考   |
| ---- | ------------- | ----------------------- | -------------- | ------ |
| 日本 | 2019年1月13日 | 数字下载 （电视版）     | NORTHERN MUSIC | [ 29 ] |
| 日本 | 2019年3月20日 | CD（通常盘）            | NORTHERN MUSIC | [ 30 ] |
| 日本 | 2019年3月20日 | CD/DVD （名侦探柯南盘） | NORTHERN MUSIC | [ 31 ] |
| 日本 | 2019年3月20日 | CD/DVD （初回限定盘A）  | NORTHERN MUSIC | [ 32 ] |
| 日本 | 2019年3月20日 | CD/DVD （初回限定盘B）  | NORTHERN MUSIC | [ 33 ] |
| 日本 | 2019年3月20日 | CD （Musing及歌迷会版） | NORTHERN MUSIC | [ 34 ] |
| 日本 | 2019年3月20日 | 数字下载                | NORTHERN MUSIC |        |